# 目梨泊站

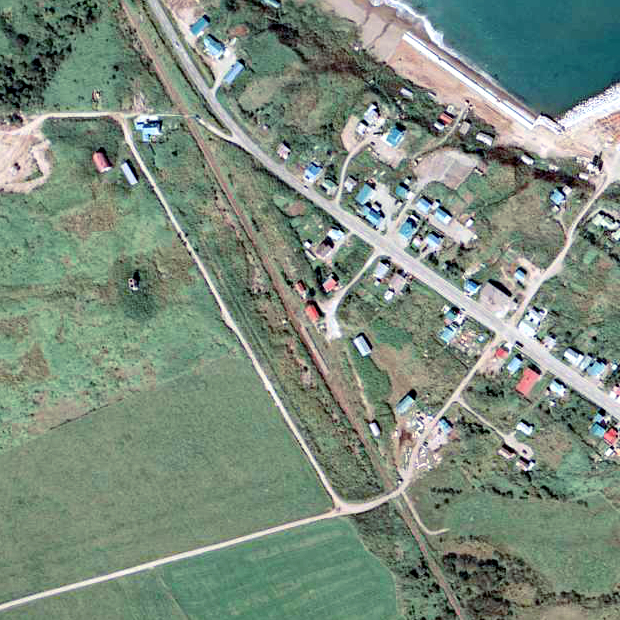
1977年的目梨泊站與方圓約500米範圍。下方為北見枝幸方向。與豐牛站，月台位於靠近枝幸一方。曾經車站旁邊靠近北見枝幸一方設有貨物裝卸區。車站大樓與月台之間設有貨物起卸線，圖中已經把路線撤走。

目梨泊站（日语：／ Menashidomari eki */?）是位於北海道枝幸郡枝幸町字目梨泊，日本國有鐵道（國鐵）的興濱北線車站（廢站）。隨著興濱北線廢線，車站在1985年（昭和60年）7月1日廢除。

## 歷史
- 1936年（昭和11年）7月10日 - 鐵道省興濱北線濱頓別站至北見枝幸站之間開通，此站啟用[1]。當時為一般車站[1]。
- 1944年（昭和19年）11月1日 - 興濱北線指定為不要不急線，因此車站暫停營業[1]。
- 1945年（昭和20年）12月5日 - 車站重開。
- 1949年（昭和24年）6月1日 - 日本國有鐵道成立，成為日本國有鐵道車站。
- 1973年（昭和48年）9月17日 - 結束處理貨物和行李[2]。同時成為無人車站[3][4]。
- 日期不詳 - 成為簡易委託車站[5]。
- 1985年（昭和60年）7月1日 - 興濱北線全線廢除，此站也廢除[1]。

## 車站構造
截至車站廢除前，車站是一座地面車站，設有1面1線的單式月台。月台位於路線東邊（北見枝幸方向的列車會開啟左手車門）。此站沒有轉轍器。
此站是無人車站（簡易委託化）。在有人車站時代還有木製車站大樓。車站大樓位於站內東北方，距離月台有一段距離。由於車站大樓嚴重老化。車站大樓內已經完全無人，在站前的私人住宅中可售賣乘車票（簡易委託車站）。

## 站名的由來
車站名稱取自地名。地名的阿伊努語是「メナㇱトマリ（menas-tomari）」，其意思是東風、泊地。周圍的海岸上有一個像防波堤一樣突出的海角，曾經吹東南風之際，船泊會該處避護。

## 車站周邊
- 國道238號（日语：国道238号）（宗谷國道）[9]
- 北鄂霍次克隧道（國道238號）
- 北見神威岬（日语：北見神威岬）
- 目梨泊岬 - 車站東北方約1公里[6]。
- 宗谷巴士（日语：宗谷バス）「目梨泊」巴士站

## 現況
截至2000年（平成12年），車站遺址變為空地。車站大樓右邊還遺留了當時已存在的樹木。截至2010年（平成22年），車站遺址繼續為空地。

## 相鄰車站
日本國有鐵道
興濱北線（1985年廢除）
斜內－目梨泊－（山臼臨時乘降場）－問牧

## 注腳
1. 1 2 3 4 5 6  石野哲（編）. . JTB. 1998: 908. ISBN 978-4-533-02980-6 （日语）.
2. ↑  . 官報. 1972-09-14 （日语）.
3. ↑  北海道鐵道百年史 下卷 日本國有鐵道北海道總局
4. ↑  . 鐵道公報 (日本國有鐵道總裁室文書課). 1973-09-14: 4 （日语）.
5. ↑  高浜博隆. . コロタン文庫 36. 鐵道友之會東京分部 56.4訂補版. 小學館. 1981-10: 22 （日语）.
6. 1 2 3  宮脇俊三 (编). . 原田勝正. 小學館. 1983-07: 193. ISBN 978-4093951012 （日语）.
7. ↑  田中和夫 (编).  下. 北海道新聞社. 2002-11: 274. ISBN 978-4894532373 （日语）.
8. 1 2   (PDF). アイヌ語地名リスト. 北海道 環境生活部 アイヌ政策推進室. 2007  [2017-11-26]. （原始内容存档 (PDF)于2016-05-27） （日语）.
9. ↑  . 地勢堂. 1980-03: 17 （日语）.
10. ↑  宮脇俊三 (编). . JTB Can Books. JTB出版. 1999-12: 31. ISBN 978-4533033766 （日语）.
11. ↑  今尾惠介 (编). . JTB出版. 2010-03: 22. ISBN 978-4533078583 （日语）.

## 外部連結
- 國土地理院 地圖、航空相片參閲服務 1948年航空相片 USA-R265-No2-79（日語）